# Krynice (gromada)
Krynice – dawna gromada, czyli najmniejsza jednostka podziału terytorialnego Polskiej Rzeczypospolitej Ludowej w latach 1954–1972.
Gromady, z gromadzkimi radami narodowymi (GRN) jako organami władzy najniższego stopnia na wsi, funkcjonowały od reformy reorganizującej administrację wiejską przeprowadzonej jesienią 1954 do momentu ich zniesienia z dniem 1 stycznia 1973, tym samym wypierając organizację gminną w latach 1954–1972.
Gromadę Krynice z siedzibą GRN w Krynicach utworzono – jako jedną z 8759 gromad na obszarze Polski – w powiecie tomaszowskim w woj. lubelskim na mocy uchwały nr 16 WRN w Lublinie z dnia 5 października 1954. W skład jednostki weszły obszary dotychczasowych gromad Krynice, Majdan Krynicki, Dąbrowa, Polanówka, Polany, Romanówka, Zadnoga, Huta Dzierążyńska i Budy Dzierążyńskie ze zniesionej gminy Krynice w tymże powiecie. Dla gromady ustalono 27 członków gromadzkiej rady narodowej.
1 stycznia 1960 do gromady Krynice włączono wieś i kol. Antoniówka, wieś Zaboreczno, kol. Krynice Nr 2, kol. Berencwajg cz. II, Niemirówek B/1/2, 1/3 i 3/6 oraz kol. Partyzantów ze zniesionej gromady Niemirówek w tymże powiecie.
1 stycznia 1969 do gromady Krynice włączono wsie Dzierążnia i Majdan Sielec ze zniesionej gromady Dzierążnia w tymże powiecie.
Gromada przetrwała do końca 1972 roku, czyli do kolejnej reformy gminnej. 1 stycznia 1973 w powiecie tomaszowskim reaktywowano gminę Krynice.